# Горчак (УОС)
Универсальное огневое сооружение (УОС) «Горчак» — типовая долговременная огневая точка российского производства, предназначенная для оперативного возведения оборонительных полос, фортификационного оснащения укреплённых районов, блокпостов, приграничных зон и защиты важных объектов. Была разработана в 1996-м на пермском предприятии ОАО «Мотовилихинские заводы» и впервые представлена в 1999-м году. По оценке западных специалистов, концепция системы УОС «Горчак» представляет собой дальнейшее развитие идеи башенных долговременных огневых точек.

## Конструкционные особенности
Основой огневого сооружения «Горчак» является типовой бетонный модуль цилиндрической формы, на верхней крышке которого размещаются наблюдательные приборы и вооружение. Боевое отделение герметично; весь комплекс можно перевозить железнодорожным или автомобильным транспортом. При окапывании УОС на огневой позиции его высота не превышает 150 мм, однако при переходе в боевое положение с поднятием оружейного модуля она увеличивается до 600 мм (см. скрывающаяся огневая точка).
УОС имеет усиленную защиту и условия для удобного размещения расчёта из двух человек; бронированная крышка защищает стрелков и вооружение, выдерживая прямое попадание артиллерийского снаряда. В качестве основного вооружения могут быть установлены 7,62-мм единый пулемёт ПКМ (боекомплект 1700 патронов), 12,7-мм крупнокалиберный пулемёт НСВ-12,7 (боекомплект 480 патронов), 30-мм автоматический гранатомёт АГС-17 (боекомплект 360 выстрелов), ПТУР «Фагот» и «Конкурс» (9К113М).
По заявлению производителя, дистанция эффективного поражения пехоты противника составляет 2000 м, танков — от 70 до 4000 метров, вертолётов — не более 1500 метров.